# Брикман, Дмитрий Борисович
Дми́трий Бори́сович Бри́кман (род. 12 сентября 1964, Ленинград или Выборгская сторона) — израильский фотограф, фотохудожник, журналист.

## Биография
В 1987 году закончил механико-машиностроительный факультет Ленинградского Политехнического института. Работал на станкостроительном заводе им. Я. М. Свердлова. С 1991 года живёт в Израиле. К фотографии пришёл, по собственным словам,

увидев великий Иерусалим и поняв, что увиденное надо как-то сформулировать и осознать. Инструментом осознания стал фотоаппарат. Далее процесс пошёл как снежный ком, и несовместимые, на первый взгляд, вещи, стали соединяться одна с другой, как бы нанизываясь на стержень этой странной формулировки — «увидеть увиденное».

В результате многолетней работы и творческих поисков появились такие серии работ, как «Молитва Иерусалима», «Иерусалим не просто город», «Тени Иерусалима», «Глаза Армении», «Глаза Грузии» и другие. В итоге Дмитрий Брикман пришёл к созданию нового жанра в фотоискусстве, названного автором «фотопереводом»:
Фотоперевод — это неоднозначный перевод текстовой или музыкальной семантики в эмоциональные движения души посредством языка фотографических образов. …Он не подменяет собой текст или музыкальное произведение. Он помогает прочесть в них то, что невозможно выразить словами.
В 2006 году создал сначала радиопередачу, а потом и телепрограмму «Детский недетский вопрос», в которой «знаменитые, не очень знаменитые и совсем не знаменитые люди, отвечая на вроде бы простые детские вопросы, заставляют и себя, и зрителей задумываться о самом главном в жизни». Гостями передачи в разное время были: Алексей Арестович, Борис Акунин, Анатолий Алексин, Наринэ Абгарян, Аркадий Арканов, Дмитрий Быков, Виктор Вахштайн, Алексей Венедиктов, Роман Виктюк, Владимир Войнович, Александр Генис, Александр Городницкий, Борис Гребенщиков, Игорь Губерман, Андрей Деменьтев, Вероника Долина, Антон Долин, Кшиштоф Занусси, Юлий Ким, Михаил Король, Светлана Крючкова, Максим Курников, Михаил Лабковский, Авигдор Либерман, Андрей Макаревич, Андрей Максимов, Юлия Меньшова, Леонид Невзлин, Татьяна и Сергей Никитины, Юрий Норштейн, Антон Носик, Владимир Познер, Вячеслав Полунин, Константин Райкин, Юрий Рост, Дина Рубина, Лев Рубинштейн, Вениамин Смехов, Роберт Стуруа, Римас Туминас, Людмила Улицкая, Александр Флоренский, Чулпан Хаматова, Александр Ханин, Андрей Хржановский, Тимур Шаов, Виктор Шендерович, Ефим Шифрин и многие другие.
Писатель Дина Рубина так оценивает программу «Детский недетский вопрос»:
Самые каверзные вопросы задают дети. «Что такое совесть?» — спрашивает девочка пяти лет от роду… и знаменитый режиссер, лауреат премий и автор книг на мгновение застывает в растерянности. Я всегда побаиваюсь идти к Дмитрию Брикману в его передачу «Детский недетский вопрос». Знаю, что это будет час истины: напряжение, замешательство, порой — досада от чувства провала, порой счастливое облегчение, когда понимаешь, что выбила десятку…
С 2010 года ведет рубрику «Фотозаметки» на израильском новостном портале NEWSru.co.il.

## Персональные выставки

### «Иерусалим не просто город»
- декабрь 2021 — «Национальный музей Шевченко» Киев
- февраль 2020 — «Национальный музей Тбилиси» Грузия
- ноябрь 2017 — «Национальный музей Республики Казахстан» Астана
- октябрь 2017 — «Kazarian Art Center» Алматы
- июнь 2014 —  «Художественный музей им. Крамского» Воронеж
- апрель 2013 — «Новосибирский государственный художественный музей» Новосибирск
- март 2012 — «Галерея на Солянке» Москва
- сентябрь 2011 — «Новгородский дом фотографии» Великий Новгород
- май 2011 — «Музей А. А. Ахматовой» Санкт-Петербург

### «Молитва Иерусалима»
- июнь 2022 — «Art Gallery in Pogradec» Тирана. Албания
- сентябрь 2019 — «Русский музей фотографии» Нижний Новгород
- март 2019 — «Фотоцентр» на Гоголевском бульваре. Москва
- февраль 2019 — «Музей А. А. Ахматовой» Санкт-Петербург

### «Тени Иерусалима»
- февраль 2020 — «Фотоцентр» на Гоголевском бульваре. Москва
- февраль 2017 — «Музей А. А. Ахматовой» Санкт-Петербург

### «Тени»
- январь 2020 — «Музей русского искусства в Рамат-Гане» Израиль

### «Глаза Армении»
- август 2016 — «Союз Художников Армении» Ереван

## Виртуальные альбомы
- Молитва Иерусалима
- Борис Гребенщиков — «БГ симфония»
- Глаза Армении
- Глаза Грузии
- Глаза Японии
- Иерусалим не просто городТени Иерусалима
- Музыка — это то, что звучит между нотами…
- Портрет рук
- Зеркала Михаила Жванецкого

## Фотопереводы
- Тени Звуки: Андрей Суротдинов
- Екклесиаст
- Молитва Иерусалима
- Тени Иерусалима
- Дао Дэ Цзин Текст читает Борис Гребенщиков
- Иерусалимский сон Дмитрия Шостаковича
- БГ — селфи Музыка и текст: Борис Гребенщиков
- Десять заповедей
- Тени Иерусалима. 4’33"